# Isabel (série télévisée, 2012)
Isabel est une série télévisée espagnole créée par Jordi Frades, et diffusée du 10 septembre 2012 au 1er décembre 2014 sur La 1.
La série est inédite dans les pays francophones.

## Synopsis
(novembre 2015).
La série raconte l'histoire de la vie d'Isabelle Ire dite la Catholique (1451-1504), reine de Castille.
Isabel est une production de TVE en collaboration avec Diagonal TV et Telefonia Studios qui raconte durant trois saisons la vie de la reine catholique.
La série s'achève en 2014 avec la mort bouleversante de la reine. 
La fiction brille par son réalisme qui est notamment porté par les deux acteurs principaux Michelle Jenner et Rodolfo Sancho qui remporte en duo les prix d'interprétation des fotogramas de Plata.
Durant ces trois années de diffusion et même après, elle remporte différents prix dont plusieurs aux États-Unis. Malgré une diffusion dans plusieurs pays, elle reste à ce jour inédite en France mais est disponible légalement en vo sur le site de Rtve.es
Après l'arrêt de la série, un film intitulé La corona partida (« La couronne divisée ») est produit en 2016 et fait la transition avec une nouvelle série intitulée Carlos, rey emperador. Consacrée à la vie de Charles Quint, petit-fils d'Isabelle, la série est diffusée entre septembre 2015 et janvier 2016, toujours sur la 1.

## Anecdotes
Michelle Jenner a accepté de reprendre le rôle d'Isabel le temps d'un épisode de la série Le Ministère du temps dans laquelle joue Rodolfo Sancho.
Hector Carballo qui interprète un des rois français dans la troisième saison a donné une interview sur un site français pour parler de l'approche de son personnage.

## Distribution
- Michelle Jenner : Isabelle Ire de Castille
- Rodolfo Sancho (es) : Ferdinand II d'Aragon
- Pablo Derqui (es) : Henri IV de Castille
- Bárbara Lennie : Jeanne de Portugal (1438-1475)
- Irene Escolar : Princesse Jeanne la Folle de Castille et Aragon
- Ginés García Millán : Juan Pacheco
- Pedro Casablanc (es) : Alfonso Carrillo de Acuña
- Ramon Madaula (es) : Gonzalo Chacón (es)
- Pere Ponce (es) : Gutierre de Cárdenas (es)
- Clara Sanchís : Isabelle de Portugal (1428-1496)
- Victor Elías : Alphonse de Castille
- Sergio Peris-Mencheta : Gonzalve de Cordoue
- William Miller (es) : Beltrán de la Cueva
- Ainhoa Santamaría : Beatriz de Bobadilla
- Jordi Díaz : Andrés Cabrera (es)
- Juan Meseguer (es) : Diego Hurtado de Mendoza
- Jordi Banacolocha : Jean II d'Aragon
- Daniel Albaladejo (es) : Alphonse V de Portugal
- César Vea : Pedro Girón (es)
- Mónica Vic : Clara Chacón
- Estrella Zapatero : María de Portocarrero
- Mar del Hoyo : Mencía de Mendoza (es)
- Andrés Herrera : Pedro de Mendoza
- Nacho López : Alfonso de Palencia (es)
- Arturo Querejeta : Alfonso de Fonseca
- Hector Carballo :  le roi de France Charles VIII
- Ernesto Arias : Pedro de Peralta y Ezpeleta
- Fernanado Sansegundo : Giacopo Antonio Venier
- Michelle Calvó : Dama de Flandes

## Épisodes

### Première saison (2012)
1. Isabel, la reine (Isabel, la reina)
2. Les cloches du mariage (Campanas de boda)
3. La négociation  (La negociación)
4. Tragédie à la cour (Tragedia en la corte)
5. Le pacte de Guisando (El Pacto de Guisando)
6. La figure du roi (La figura del rey)
7. La reine morte (La reina muerta)
8. Nouvelle guerre ?  (¿Nueva guerra?)
9. Mariage royal (Boda real)
10. Naissance (Nacimiento)
11. Le début de la fin (El principio del fin)
12. Élections  (Elecciones)
13. La nouvelle reine (La nueva reina)

### Deuxième saison (2013)
1. titre français inconnu (Desencuentros)
2. titre français inconnu (Lazos)
3. La paix pour la Castille (La paz para Castilla)
4. Loyauté et devoir (Lealtad y deber)
5. Le pouvoir de la reine (El poder de la reina)
6. Sultan (Sultán)
7. Le temps de l'Inquisition (Tiempos de Inquisición)
8. Héritiers de sang (Herederos de sangre)
9. titre français inconnu (Lo más liviano)
10. Pacte avec le diable (Pacta con el diablo)
11. titre français inconnu (Abolengo)
12. Le dernier règne à Grenade (El último reino en Granada)
13. Ce que n'a pas su défendre en tant qu'homme (Lo que no supiste defender como hombre)

### Troisième saison (2014)
1. La fragilité du règne (La fragilidad del reino)
2. Gouverner de manière dure (Gobernar con mano dura)
3. Nés pour gouverner  (Nacidos para gobernar)
4. Attirance fatale (Atracción fatal)
5. Le drame arrive à la cour (El drama llega a la corte)
6. Reine de toute la péninsule (Reina de toda la península)
7. La Princesse des Asturies meurt (Muere la Princesa de Asturias)
8. titre français inconnu (A Isabel le supera la tragedia)
9. Felipe et Juana reignent(Felipe y Juana llegan a sus reinos)
10. titre français inconnu (LazIsabel y Fernando o Juana y Felipeos)
11. Ils l'appelait Jeanne la Folle (Le llamaban Juana la Loca)
12. titre français inconnu (¿Conservarán el legado de Isabel?)
13. La mort d'Isabelle (La muerte de Isabel)